# Blocco orientale

L'Europa ai tempi della cortina di ferro: in blu i paesi della NATO, in rosa quelli del Patto di Varsavia, in grigio quelli indipendenti e in verde la Jugoslavia (paese non allineato).

Blocco orientale (anche blocco sovietico, blocco comunista, blocco socialista) era l'espressione usata - durante la guerra fredda - per riferirsi all'Unione Sovietica e ai suoi alleati dell'Europa centrale e dell'Europa orientale (Bulgaria, Cecoslovacchia, Germania Est, Ungheria, Polonia, Romania e, fino agli anni sessanta, l'Albania), contrapposto politicamente al blocco occidentale. La locuzione è anche utilizzata come sinonimo di Patto di Varsavia, che era un'alleanza militare guidata dall'Unione Sovietica, o di Comecon, che era un'organizzazione economica internazionale di Stati comunisti.

## Descrizione
Le nazioni facenti parte del blocco orientale furono tenute nella sfera di influenza sovietica con l'uso della forza militare: l'Ungheria fu invasa dall'Armata Rossa nel 1956 dopo che aveva ribaltato il governo filo-sovietico in favore di una democrazia indipendente da Mosca; la Cecoslovacchia fu invasa nel 1968 dopo un periodo di liberalizzazione noto come Primavera di Praga e quest'ultima invasione era conforme alla dottrina Brežnev.
Verso la fine degli anni ottanta, l'Unione Sovietica gradualmente smise di intromettersi negli affari interni delle nazioni del blocco orientale. La sospensione della dottrina Brežnev da parte di Michail Gorbačëv, in favore della cosiddetta "dottrina Sinatra", ebbe effetti drammatici in Europa orientale in quel periodo. Il blocco orientale giunse quindi alla fine con il collasso dell'Unione Sovietica e la caduta di tutti i regimi filo-sovietici dell'Europa orientale nel 1989 (vedi Rivoluzioni del 1989).
Anche prima di questo periodo, i paesi del Patto di Varsavia non agirono sempre tutti insieme come blocco. Per esempio, l'invasione del 1968 della Cecoslovacchia fu condannata dalla Romania, che si rifiutò di prendervi parte.
Il 28 giugno 1991 venne dichiarato sciolto il Comecon e il primo luglio il Patto di Varsavia; questi due eventi sancirono, quantomeno simbolicamente, la fine dell'influenza sovietica nell'Europa orientale e, quindi, la scomparsa del blocco orientale stesso.

### Jugoslavia, Albania e Cambogia
Tre paesi comunisti restarono esclusi dal blocco orientale.
La Jugoslavia non fece mai parte del Patto di Varsavia. Nonostante fosse uno Stato socialista, il maresciallo Tito giunse al potere attraverso i suoi sforzi di resistenza partigiana durante la seconda guerra mondiale, prima che l'avanzata delle truppe sovietiche raggiungesse il confine jugoslavo e perciò il Paese non fu occupato dall'Armata Rossa. Il governo jugoslavo si dichiarò governo neutrale durante la guerra fredda, difatti la Jugoslavia fu uno dei fondatori del Movimento dei Non-Allineati e attuò una particolare forma di socialismo.

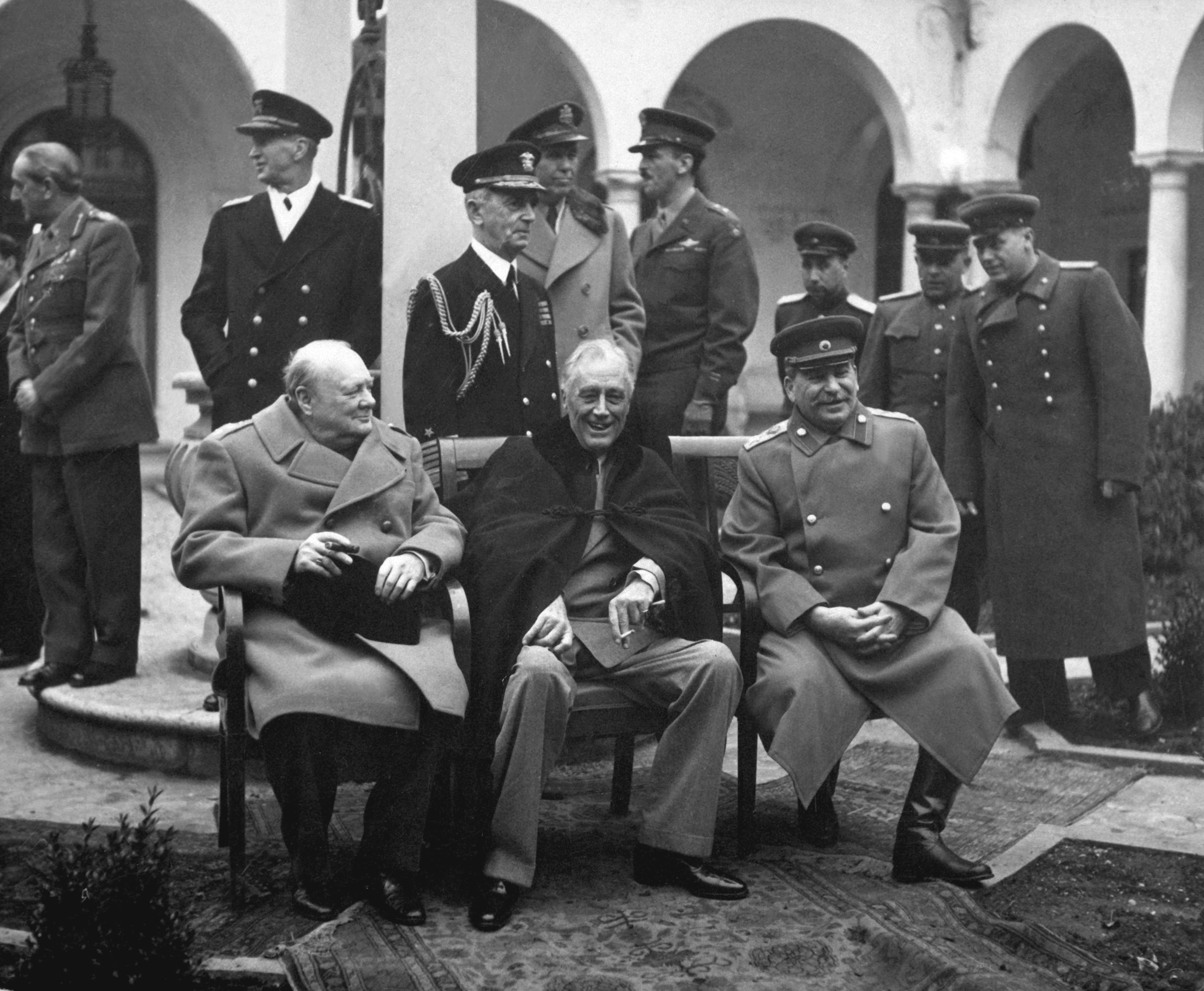
I tre grandi: Il primo ministro britannico Winston Churchill, il presidente statunitense Franklin D. Roosevelt e il segretario generale del Partito Comunista dell'Unione Sovietica Iosif Stalin alla conferenza di Jalta, nel febbraio 1945.

Anche il governo albanese stalinista giunse al potere indipendentemente dall'Armata Rossa, quindi l'Albania ruppe con l'Unione Sovietica all'inizio degli anni sessanta, dopo che il segretario del PCUS Nikita Chruščëv diede una svolta politica al partito che il presidente albanese e segretario del Partito del Lavoro d’Albania Enver Hoxha giudicò “revisionista” e come conseguenza della crisi sino-sovietica, alleandosi con la Repubblica Popolare Cinese.
Il governo della Kampuchea Democratica invece si appoggiò alla Cina, che ormai aveva lasciato il blocco orientale, ed entrò in conflitto con il Vietnam filosovietico.

## Nazioni del Blocco orientale

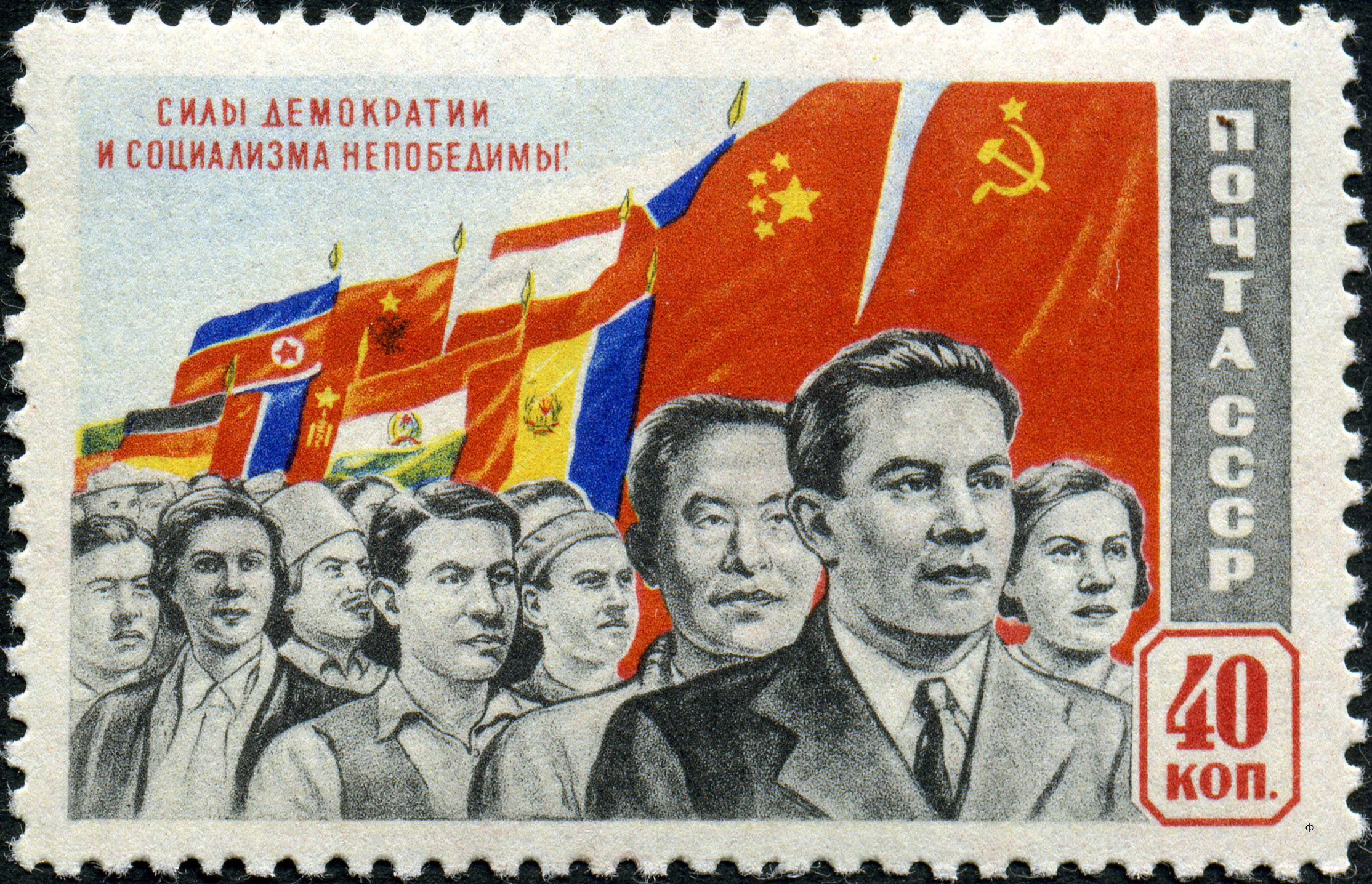
Francobollo sovietico raffigurante le bandiere e i popoli dei Paesi del blocco orientale

- Albania (fino al 1961)
- Bulgaria
- Cecoslovacchia
- Cina (fino al 1966)
- Corea del Nord
- Cuba
- Germania Est
- Laos
- Mongolia
- Polonia
- Romania
- Ungheria
- Unione Sovietica
- Vietnam[1]